# Trummeliten
Trummeliten var en åkattraktion på nöjesparken Liseberg i Göteborg. Den invigdes 1991 och stängde i slutet 2012 års säsong.
Attraktionen bestod av sex gondoler i form av trummor som roterade med hastigheten 5 varv/minut runt en större trumma försedd med en clownfigur. Varje trumma kunde rymde fyra barn och gick att individuellt rotera runt sin egen axel genom att vrida på ratten som fanns i mitten av trumman. Totalt kunde 24 barn åka åkattraktionen per åktur..

## Bilder

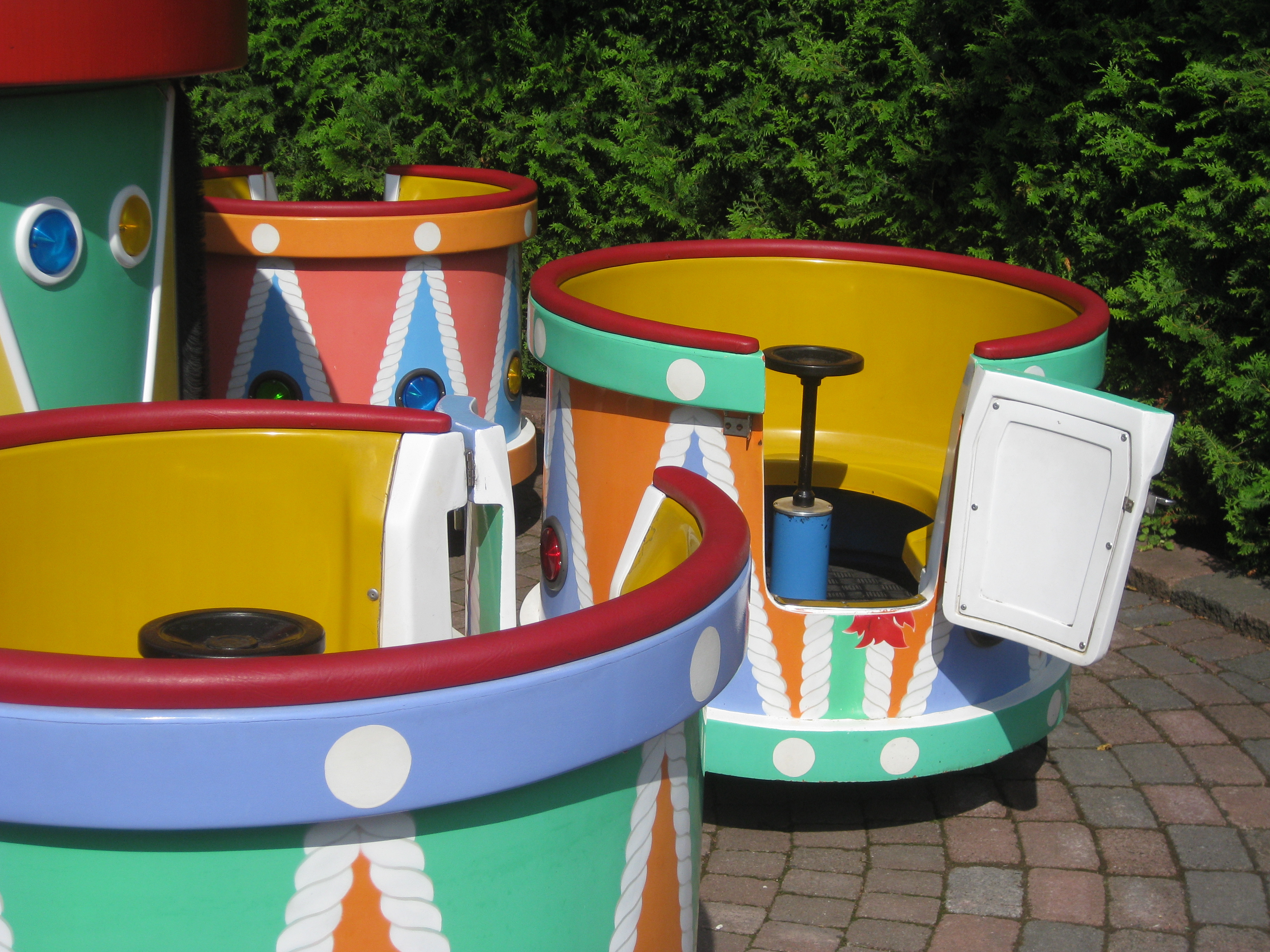
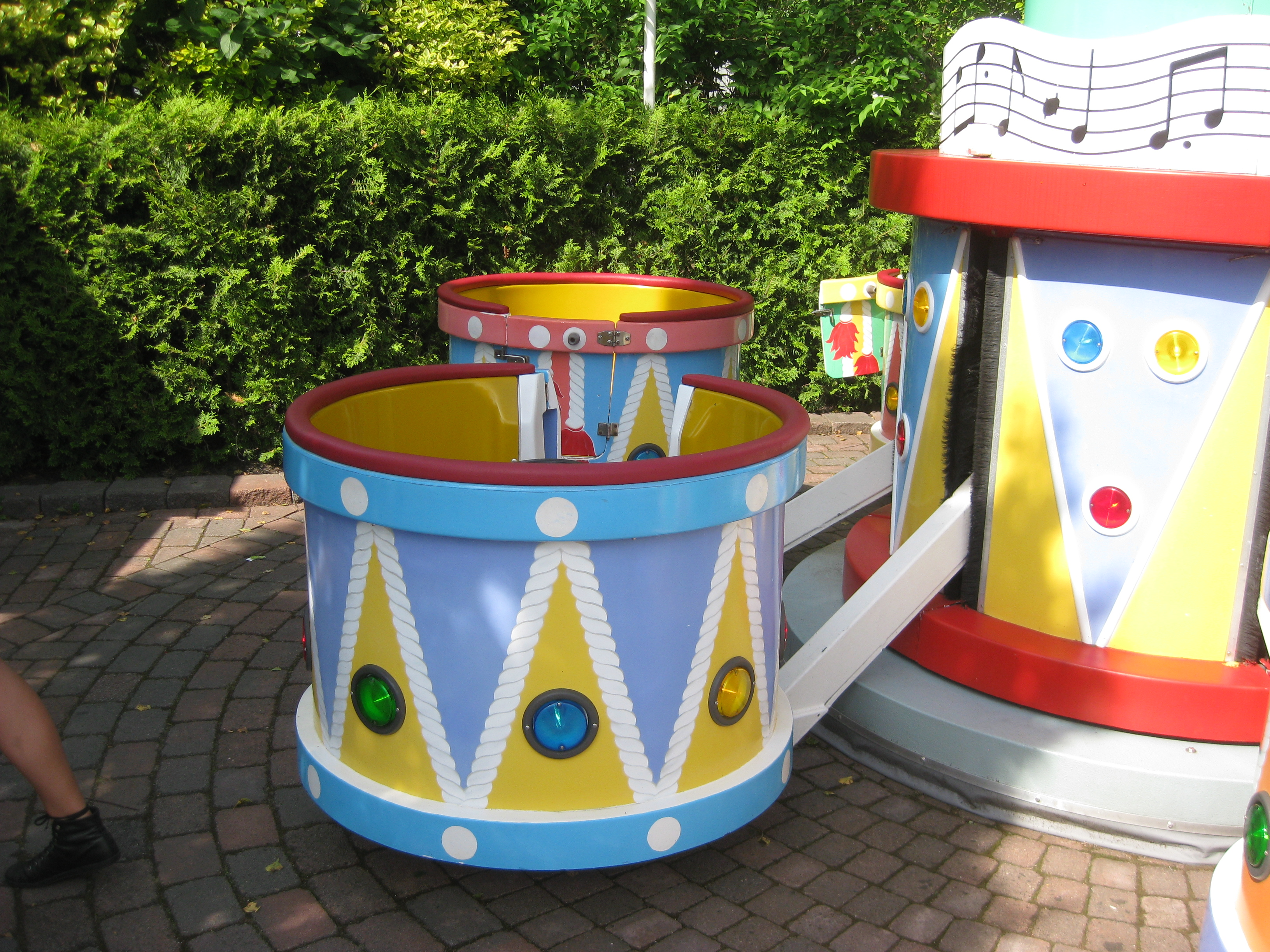
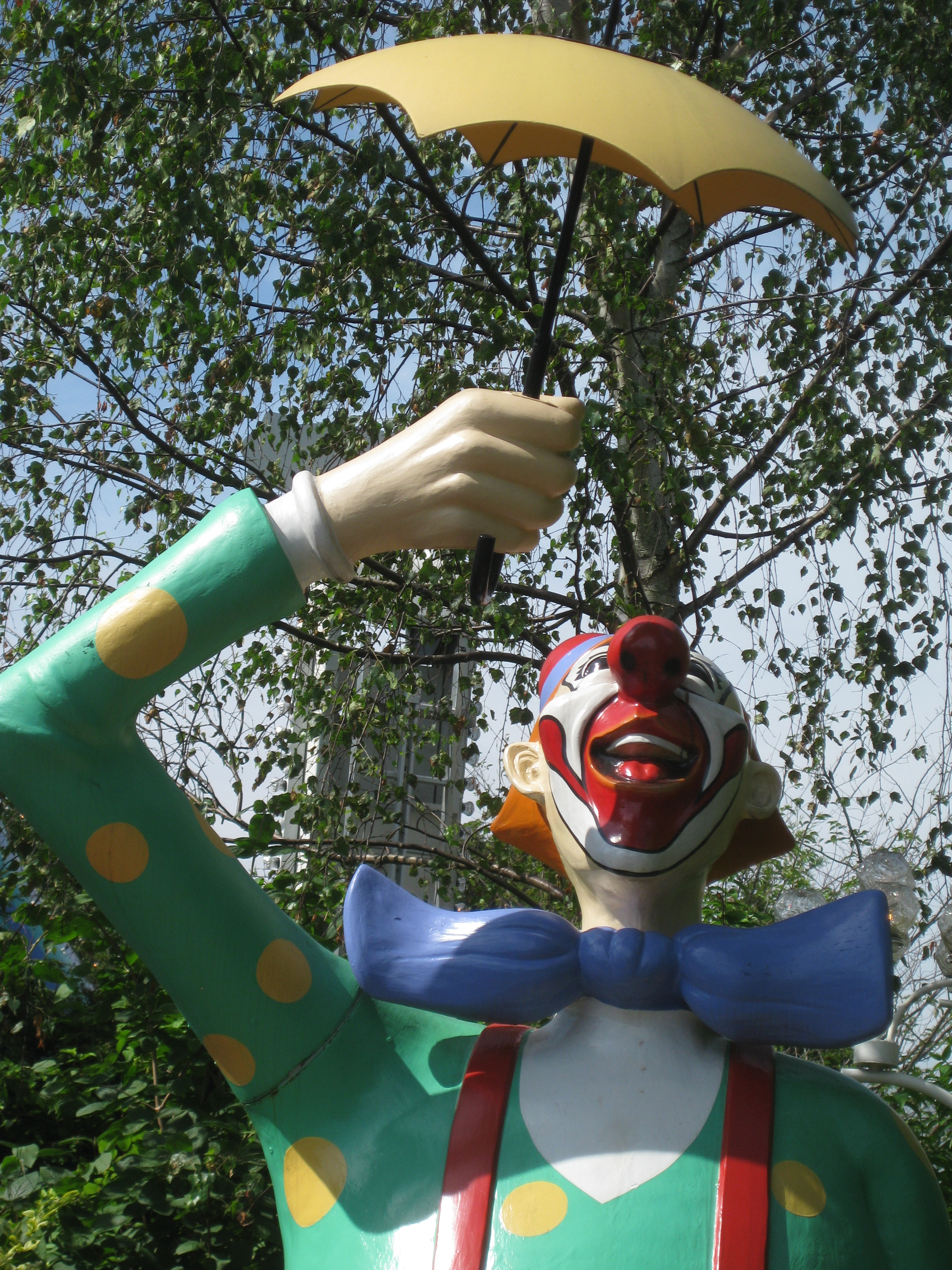
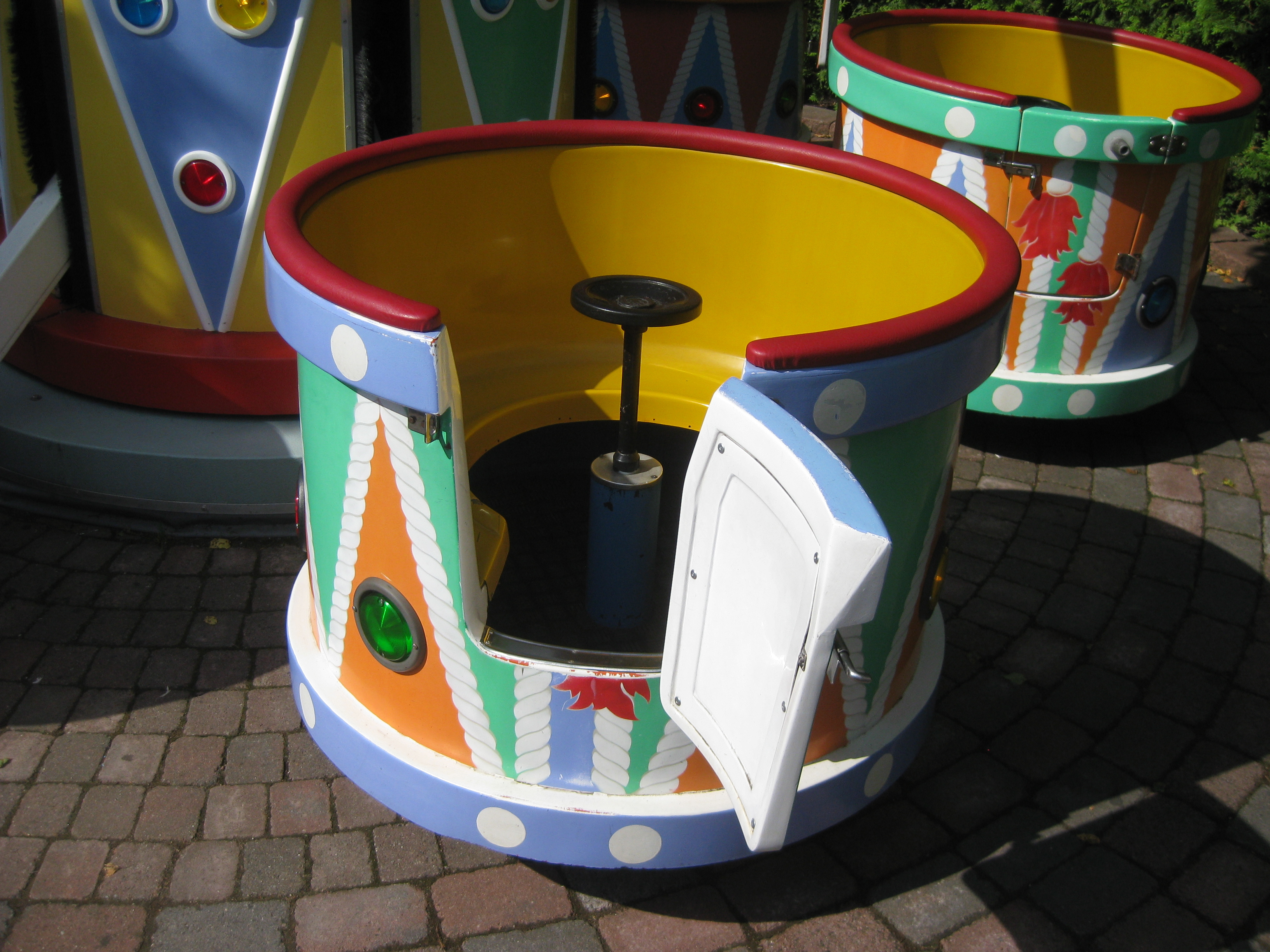